# 两党更安全社区法
两党更安全社区法（Bipartisan Safer Communities Act）是第117屆美國國會通过的一项法律。本法律为28年来首部联邦枪支管制法案，由参议员克里斯·墨菲于2022年6月21日提出，并于2022年6月25日由美國总统乔·拜登签署成为法律。
該法律要求加强对18至21岁的潜在枪支购买者的背景调查、为心理健康项目和学校安全升级提供150亿美元联邦资金、鼓励美国各州通过允许州或联邦法院强制收缴被法官认为具有危险性的持枪人员的枪支《红旗法案》（red flag laws）、禁止与家暴受害者有婚姻关系、情人關係的家暴犯罪者购买枪支。
據紐約州聯邦參議員陸天娜描述，直至2024年9月為止，政府通過《两党更安全社区法》收繳了超過 3000 多枝非法槍支，其中紐約州已收繳了 250 支；有 119 人被起訴定罪。